# Nachtflugverbot
Ein Nachtflugverbot ist ein durch Gesetz, Verordnung oder eingeschränkter Behördengenehmigung festgelegtes Flugverbot zum Immissionsschutz der Bevölkerung gegen Nachtfluglärm. Überflüge bleiben hiervon jedoch unberührt.
Ausnahmen bestehen meist für Rettungsflüge sowie hoheitlichen Flugverkehr für Politiker, Polizei und Militär. Teilweise bestehen Ausnahmen für Fracht- und Postflüge.
Nachtflugverbote sind in den meisten Fällen Nachtflugbeschränkungen für bestimmte Luftfahrzeuge oder Flugaufgaben, selten ausschließliche Verbote. Die Definition von Nachtflug entspricht nur annähernd dem Begriff Dunkelheit. Dadurch ergibt sich die Problematik der Lärmbelästigung in den Nachtstunden.

## Begründungen
Der durch Starts und Landeanflüge verursachte Fluglärm birgt möglicherweise erhebliche Gesundheitsrisiken für Anwohner. Ursache dafür ist insbesondere die Störung des Hormonhaushalts der Stresshormone, vor allem Cortisol, wie dies auch als Langzeitfolge bei allgemeinen Schlafstörungen oder auch bei Schichtarbeit zu beobachten ist. Am Beispiel des Flughafens Köln-Bonn wurde in einer epidemiologischen Studie nachgewiesen, wie sich Nachtfluglärm bei einigen Personen in erhöhtem Arzneimittelverbrauch niederschlägt. Allerdings ist eine gesundheitliche Beeinträchtigung von der Höhe und der Häufigkeit von Schallereignissen abhängig.
Der Deutsche Ärztetag forderte im Mai 2012 einen umfassenden Schutz der Bevölkerung vor Fluglärm, insbesondere den Schutz der Nachtruhe. Die Lärmgrenzwerte der Gesetze müssten aus Sicht der Ärzte deutlich nach unten korrigiert werden. Die Ärzte betonen, dass durch Fluglärm vermeidbare Gesundheitsstörungen und Krankheiten ausgelöst werden. Für durch Fluglärm ausgelöste Krankheiten käme es zu zusätzlichen Krankheitskosten.

## Situation in Deutschland
|                                        | 22:00               | 23:00               | 23:00               | 00:00               | 01:00               | 02:00               | 03:00               | 04:00               | 05:00               | 06:00               |
|                                        |                     |                     |                     |                     |                     |                     |                     |                     |                     |                     |
| München                                |                     |                     |                     |                     |                     |                     |                     |                     |                     |                     |
| Stuttgart                              |                     |                     |                     |                     |                     |                     |                     |                     |                     |                     |
| Hamburg                                |                     |                     |                     |                     |                     |                     |                     |                     |                     |                     |
| Frankfurt                              |                     |                     |                     |                     |                     |                     |                     |                     |                     |                     |
| Berlin-Schönefeld                      |                     |                     |                     |                     |                     |                     |                     |                     |                     |                     |
| Düsseldorf                             |                     |                     |                     |                     |                     |                     |                     |                     |                     |                     |
| Leipzig                                | Bedingungen s. Text | Bedingungen s. Text | Bedingungen s. Text | Bedingungen s. Text | Bedingungen s. Text | Bedingungen s. Text | Bedingungen s. Text | Bedingungen s. Text | Bedingungen s. Text | Bedingungen s. Text |
| eingeschränkter Flugverkehr Flugverbot |                     |                     |                     |                     |                     |                     |                     |                     |                     |                     |

Die in Deutschland zum Flugbetrieb bestehenden wesentlichen Rechtsgrundlagen sind das Luftverkehrsgesetz und das Gesetz zum Schutz gegen Fluglärm von 1971. Aus beiden Vorschriften lässt sich kein gesetzlich definiertes „Nachtflugverbot“ ableiten, aus dem sich ein „Recht auf Nachtruhe“ oder Lärmschutz ergibt.
Allerdings besteht für viele deutsche Flughäfen während der Nachtstunden eine eingeschränkte Betriebsgenehmigung, die aber eventuell den Betrieb von Ambulanz- und Rettungsflügen und von Post- und Kurierflügen zulässt. Außerdem ist teilweise der Einsatz von Flugzeugtypen mit geräuschärmeren Triebwerken, sogenannten Kapitel-3-Flugzeugen zugelassen. Das sind Flugzeuge, die die Bedingungen der strengsten Lärmschutzklasse des Chicagoer Abkommens erfüllen. Alle Verkehrsflugzeuge, die heute neu auf den Markt kommen, müssen die Bedingungen des Kapitels 3 des 16. Anhangs dieses Abkommens einhalten.
Ausweichflüge aus meteorologischen, technischen oder sonstigen Sicherheitsgründen sind stets an allen Flughäfen erlaubt.
Am Flughafen Frankfurt war eigentlich ein striktes Nachtflugverbot eine der Bedingungen für den Bau der neuen Landebahn Nordwest. Dies war eines der Ergebnisse einer drei Jahre lang tätigen Mediationsgruppe, der auch Fraport und Lufthansa angehörten.
Statt eines absoluten Nachtflugverbots, wie es dann durch die Fraport beantragt war, genehmigte das zuständige Ministerium zeitweise allerdings durchschnittlich 133 nächtliche Flugbewegungen zwischen 22:00 Uhr und 6:00 Uhr, davon 17 planmäßige Flüge für die Zeit von 23:00 bis 5:00 Uhr. Mit Urteil vom 4. April 2012 entschied das Bundesverwaltungsgericht, dass diese Regelung teilweise abwägungsfehlerhaft sei und legte ein generelles Nachtflugverbot für die Kernnacht zwischen 23:00 Uhr und 5:00 Uhr fest.
Für den neu gebauten Flughafen Berlin Brandenburg versuchten Brandenburger Bürger ein Nachtflugverbot zu erwirken. Im Zeitraum vom 4. Juni bis zum 3. Dezember 2012 haben über 100.000 Wahlberechtigte in den offiziellen Eintragungsstellen ihre Unterschrift für ein diesbezügliches Volksbegehren geleistet. Dies war somit das erste erfolgreiche Volksbegehren in diesem Bundesland. In Berlin ist selbiges Vorhaben gescheitert.
Der am 25. Mai 2005 vom Bundeskabinett vorgeschlagene Entwurf zur Novellierung des Gesetzes zum Schutz gegen Fluglärm enthält ebenfalls keine Rechtsgrundlage für ein gesetzliches Nachtflugverbot in Deutschland.
Umweltorganisationen, wie der Verkehrsclub Deutschland (VCD), fordern ein generelles bundesweites Nachtflugverbot von 22 Uhr bis 6 Uhr, zum Schutz der Gesundheit der Bevölkerung vor Lärm.

## Situation in der Schweiz
Für den privaten Luftverkehr sind Starts und Landungen zwischen 22 Uhr und sechs Uhr morgens untersagt. Für die Landesflughäfen und den gewerblichen Verkehr gilt das Verbot von 24 Uhr bis fünf Uhr morgens.
Zürich
Die Flugbetriebszeiten des Flughafens Zürich erlauben Starts und Landungen zwischen sechs Uhr morgens und 23 Uhr. Nicht zur offiziellen, also planbaren Betriebszeit gehört eine weitere halbe Stunde (bis halb zwölf in der Nacht), zu welcher es der Betreibergesellschaft ohne einzuholende Bewilligung erlaubt ist, Verspätungen abzubauen, im Juli 2023 betrafen dies beispielsweise 547 Starts und Landungen. Weitere Ausnahmen erfordern Bewilligungen, welche erteilt werden bei besonderen Umständen wie medizinischen Notfällen, aber auch aufgrund erhöhten Aufwandes für Enteisung, so starteten Anfang Dezember 2023 die letzten sechs Flugzeuge nach 00:30h und bis 01:27h morgens.
Genf
Die Flugbetriebszeiten des Flughafens Genf erlauben Starts zwischen sechs Uhr morgens und 22 Uhr sowie Landungen von sechs bis 24 Uhr. Nicht zur offiziellen, also planbaren Betriebszeit gehört in beiden Fällen die Zeit bis 00:30h, zu welcher es der Betreibergesellschaft ohne einzuholende Bewilligung erlaubt ist, Verspätungen abzubauen. Der durchgehend geöffnete Flughafen kann nachts mit Bewilligung sämtliche außergewöhnlichen Flüge (technische Vorfälle, Ambulanzflüge oder Ausweichlandungen aus gesundheitlichen Gründen, Such- oder Rettungsaktionen usw.) durchführen wie auch militärische, diplomatische, oder humanitäre Flüge.
Basel
Der Flughafen Basel-Mülhausen liegt auf französischem Staatsgebiet. Seit 1. Februar 2022 gelten auf dem Platz ähnliche Regelungen wie bei den anderen beiden Landesflughäfen. Es gilt ein Landeverbot zwischen 24 und fünf Uhr und ein Startverbot zwischen 23 und sechs Uhr. Nicht Fluggesellschaft-bedingte Verspätungen erlauben Starts bis 24 Uhr.